# 부랴트 국립 대학교
부랴트 국립 대학교(러시아어: Бурятский государственный университет, 부랴트어: Буряадай гүрэнэй университет)는 러시아 부랴트 공화국 울란우데에 있는 국립 대학교이다. 1932년에 부랴트 국립 사범 대학으로 설립된 이후 1995년에 종합 대학교가 되었으며, 시베리아 및 극동 러시아 지역 최고의 고등 교육 기관 중 하나이다.
부랴트 국립 대학교가 위치한 울란우데는 러시아를 구성하는 공화국 중 하나인 부랴트 공화국의 수도이며, 러시아의 수도 모스크바로부터 5,500킬로미터, 몽골 수도 울란바토르에서 450킬로미터 거리에 위치한다.

## 대학교 편성

#### 연구소

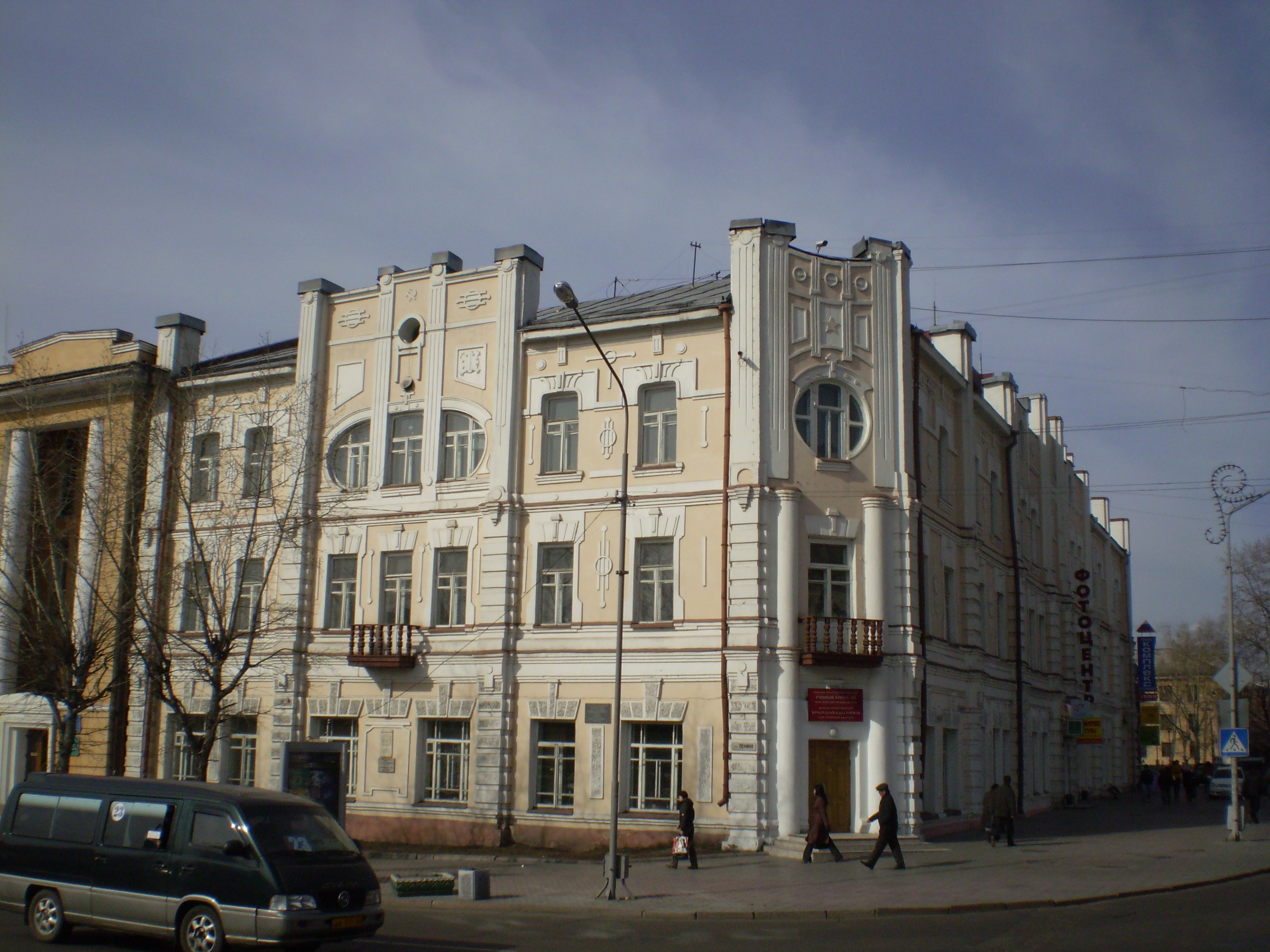
부랴트국립대학교 3호관

- 수학 및 정보 연구소
- 민족학 인문 연구소
- 교원 연구소

#### 학부

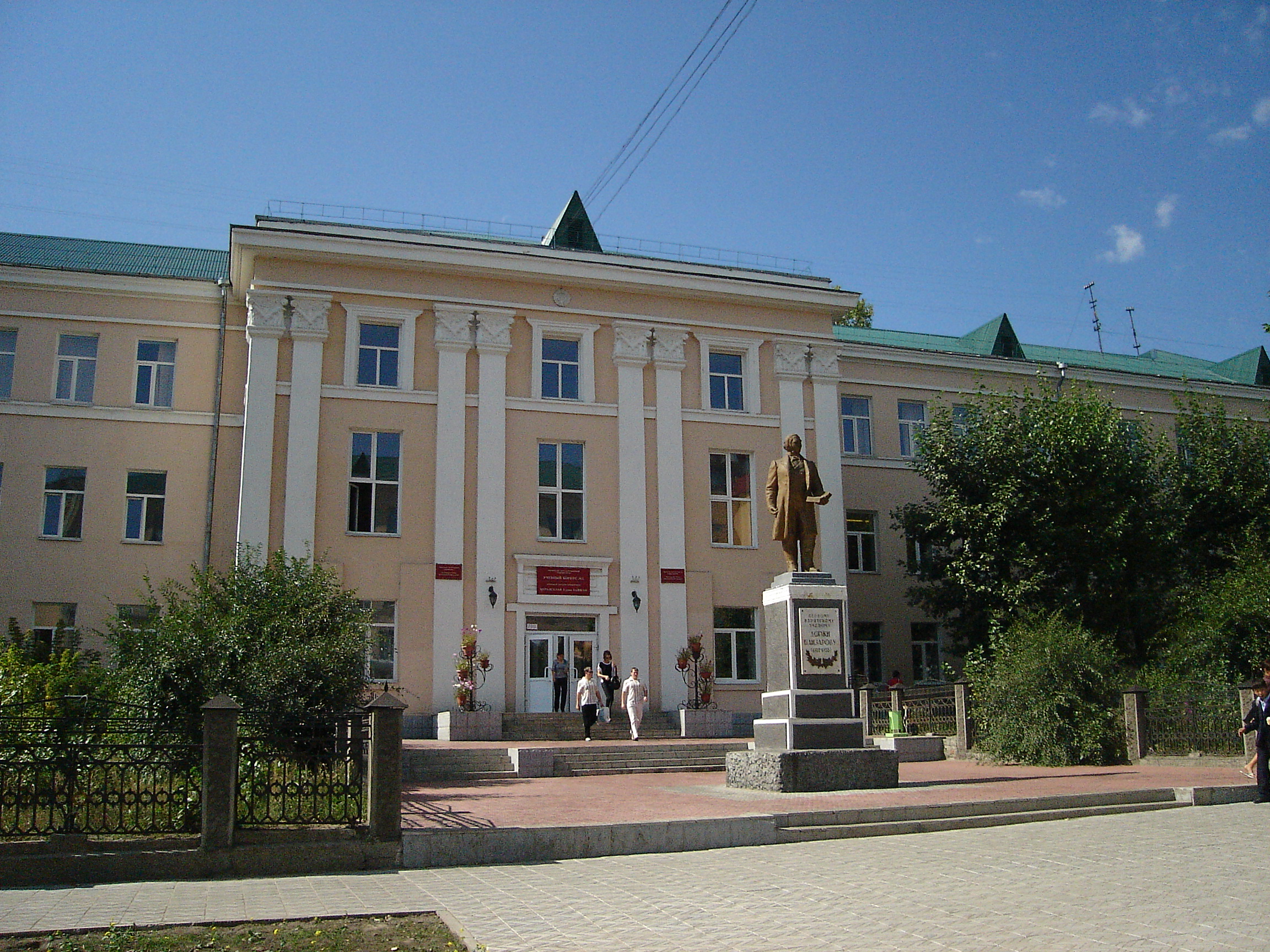
부랴트국립대학교 1호관

- 생물지리학부
- 물리기술학부
- 화학공업학부
- 체육학부
- 사회심리학부
- 문헌학부
- 역사학부
- 외국어학부
- 의학부
- 경제경영학부
- 법학부
- 동방학부

#### 캠퍼스

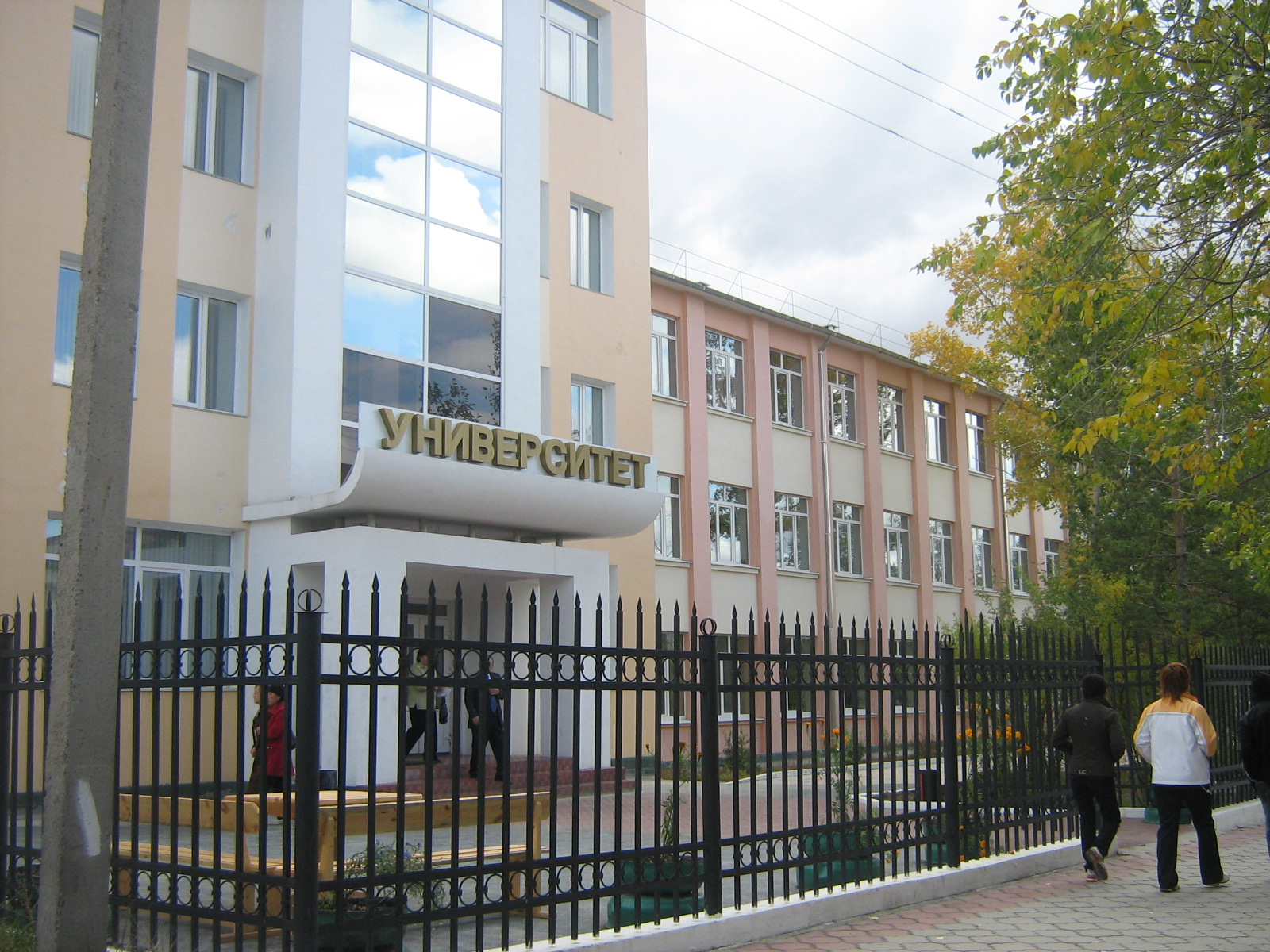
부랴트국립대학교 아긴스코예 캠퍼스

- 보한 캠퍼스 (보한)
- 아긴스코예 캠퍼스 (아긴스코예)

## 대한민국과의 관계
부랴트 국립 대학교 동방학부에는 한국어 전공 과정이 설치되어 있으며, 대한민국의 부산외국어대학교와 교환학생 상호 파견 및 학술 교류를 실시하고 있다.